# تاکیالیاکتی
تاکیالیاکتی (به لاتین: Takyaliakty) یک منطقه مسکونی سابق در جمهوری آذربایجان است که در شهرستان سیاه‌زن واقع شده است.